# راحل محمدوف
راحل محمدوف (ترکی آذربایجانی: Rahil Sərvər oğlu Məmmədov؛ زادهٔ ۲۴ نوامبر ۱۹۹۵) بازیکن فوتبال اهل جمهوری آذربایجان است.
از باشگاه‌هایی که در آن بازی کرده‌است می‌توان به باشگاه فوتبال قره‌باغ اشاره کرد.
وی همچنین در تیم‌های ملی فوتبال زیر ۲۱ سال جمهوری آذربایجان، تیم ملی فوتبال زیر ۲۳ سال جمهوری آذربایجان، و جمهوری آذربایجان بازی کرده‌است.